# Rambouillet Territoires
Rambouillet Territoires, jusque début 2015 communauté d'agglomération Plaines et Forêts d'Yveline (CAPFY), est une communauté d'agglomération française, située dans le département des Yvelines et la région Île-de-France.

## Historique
Les  premières  réflexions  sur  l'intercommunalité sont initiées au  début  des  années  90 par Emancé, Gazeran, Hermeray, La Boissière-Ecole, Mittainville, Raizeux  et Saint-Hilarion, qui souhaitent préserver une forte identité rurale et une urbanisation faible. Le projet de territoire élaboré dès 2002 met en évidence la nécessité d'étendre la réflexion à Orcemont, Orphin, Poigny-la-Forêt, Rambouillet, Sonchamp, Vieille-Eglise-en-Yvelines.
La communauté de communes Plaines et Forêts d'Yveline est donc créée par arrêté préfectoral du 12 décembre 2003. Elle regroupait alors quatorze communes.
Au 1er janvier 2007, la commune de Saint-Arnoult-en-Yvelines rejoint la communauté de communes.
Celle-ci continue à s'élargir, avec l'intégration au 1er janvier 2012, de la commune de Ponthévrard, et, le 1er juillet 2012, de celles de Bonnelles, Bullion, Cernay-la-Ville, La Celle-les-Bordes, Longvilliers et Rochefort-en-Yvelines, suivies, au 1er avril 2013,  d'Auffargis et Saint Léger en Yvelines (antérieurement membres de la  communauté de communes des Étangs) ainsi que Gambaiseuil.
Au 1er janvier 2015, la communauté de communes devient une communauté d'agglomération et prend un nouveau nom  Rambouillet Territoires Communauté d’Agglomération (RTCA).
Au 1er janvier 2017, cette  Rambouillet Territoires Communauté d’Agglomération fusionne avec la Communauté de communes Contrée d'Ablis-Porte des Yvelines ainsi que la Communauté de communes des Étangs,, créant une nouvelle communauté d'agglomération, qui prend le nom de Rambouillet Territoires,,

## Territoire communautaire

### Géographie
La communauté d'agglomération regroupe des communes situées  au sud  du  département des  Yvelines. Elle comprend une ville-centre, Rambouillet, quatre villes « trait d’union », avec Saint-Arnoult-en-Yvelines, Les Essarts le Roi, Le Perray en Yvelines, Ablis, ainsi que des communes rurales et forestières.

#### Occupation des sols
Le tableau ci-dessous présente l'occupation des sols de la communauté d'agglomération en 2018, telle qu'elle ressort de la base de données européenne d’occupation biophysique des sols Corine Land Cover (CLC).
| Type d’occupation                                                                   | Pourcentage | Superficie (en hectares) |
| ----------------------------------------------------------------------------------- | ----------- | ------------------------ |
| Tissu urbain discontinu                                                             | 5,5 %       | 3519                     |
| Zones industrielles ou commerciales et installations publiques                      | 1,2 %       | 744                      |
| Réseaux routiers et ferroviaires et espaces associés                                | 0,4 %       | 244                      |
| Équipements sportifs et de loisirs                                                  | 2,9 %       | 1844                     |
| Terres arables hors périmètres d'irrigation                                         | 38,1 %      | 24272                    |
| Vergers et petits fruits                                                            | 0,1 %       | 55                       |
| Prairies et autres surfaces toujours en herbe                                       | 4,0 %       | 2543                     |
| Systèmes culturaux et parcellaires complexes                                        | 2,1 %       | 1316                     |
| Surfaces essentiellement agricoles interrompues par des espaces naturels importants | 1,3 %       | 810                      |
| Forêts de feuillus                                                                  | 37,1 %      | 23675                    |
| Forêts de conifères                                                                 | 5,1 %       | 3258                     |
| Forêts mélangées                                                                    | 1,0 %       | 614                      |
| Forêt et végétation arbustive en mutation                                           | 1,0 %       | 662                      |
| Marais intérieurs                                                                   | 0,1 %       | 76                       |
| Plans d'eau                                                                         | 0,2 %       | 143                      |
| Source : Corine Land Cover                                                          |             |                          |

### Composition
La communauté d'agglomération est composée des 36 communes suivantes :

| Nom                          | Code Insee | Gentilé           | Superficie (km2) | Population (dernière pop. légale) | Densité (hab./km2) |
| ---------------------------- | ---------- | ----------------- | ---------------- | --------------------------------- | ------------------ |
| Rambouillet (siège)          | 78517      | Rambolitains      | 35,19            | 27 145 (2022)                     | 771                |
| Ablis                        | 78003      | Ablisiens         | 25,92            | 3 814 (2022)                      | 147                |
| Allainville                  | 78009      | Allainvillois     | 16,3             | 281 (2022)                        | 17                 |
| Auffargis                    | 78030      | Fargussiens       | 17,14            | 1 967 (2022)                      | 115                |
| Boinville-le-Gaillard        | 78071      | Boinvillois       | 12,52            | 601 (2022)                        | 48                 |
| La Boissière-École           | 78077      | Boissériens       | 25,06            | 748 (2022)                        | 30                 |
| Bonnelles                    | 78087      | Bonnellois        | 10,84            | 2 211 (2022)                      | 204                |
| Les Bréviaires               | 78108      | Bruyérois         | 19,55            | 1 326 (2022)                      | 68                 |
| Bullion                      | 78120      | Bullionnais       | 20,9             | 1 915 (2022)                      | 92                 |
| La Celle-les-Bordes          | 78125      | Cellibordiens     | 22,6             | 832 (2022)                        | 37                 |
| Cernay-la-Ville              | 78128      | Cernaysiens       | 9,77             | 1 526 (2022)                      | 156                |
| Clairefontaine-en-Yvelines   | 78164      | Clarifontins      | 17,22            | 851 (2022)                        | 49                 |
| Émancé                       | 78209      | Émancéens         | 11,99            | 882 (2022)                        | 74                 |
| Les Essarts-le-Roi           | 78220      | Essartois         | 19,32            | 6 772 (2022)                      | 351                |
| Gambaiseuil                  | 78264      | Gabisans          | 18,92            | 65 (2022)                         | 3,4                |
| Gazeran                      | 78269      | Gazeranais        | 25,8             | 1 337 (2022)                      | 52                 |
| Hermeray                     | 78307      | Hermolitiens      | 18,07            | 958 (2022)                        | 53                 |
| Longvilliers                 | 78349      | Longvillageois    | 13,91            | 498 (2022)                        | 36                 |
| Mittainville                 | 78407      | Mittainvillois    | 10,51            | 650 (2022)                        | 62                 |
| Orcemont                     | 78464      | Orcemontois       | 10,49            | 983 (2022)                        | 94                 |
| Orphin                       | 78470      | Orphinois         | 16,5             | 879 (2022)                        | 53                 |
| Orsonville                   | 78472      | Orsonvillois      | 9,61             | 325 (2022)                        | 34                 |
| Paray-Douaville              | 78478      |                   | 10,28            | 216 (2022)                        | 21                 |
| Le Perray-en-Yvelines        | 78486      | Perrotins         | 13,47            | 6 515 (2022)                      | 484                |
| Poigny-la-Forêt              | 78497      | Pugnéens          | 23,27            | 930 (2022)                        | 40                 |
| Ponthévrard                  | 78499      | Evryponthains     | 2,57             | 700 (2022)                        | 272                |
| Prunay-en-Yvelines           | 78506      | Prunaysiens       | 26,95            | 820 (2022)                        | 30                 |
| Raizeux                      | 78516      | Raizeuliens       | 10,25            | 990 (2022)                        | 97                 |
| Rochefort-en-Yvelines        | 78522      | Rochefortais      | 12,59            | 897 (2022)                        | 71                 |
| Saint-Arnoult-en-Yvelines    | 78537      | Arnolphiens       | 12,55            | 5 854 (2022)                      | 466                |
| Saint-Hilarion               | 78557      | Saint-Hilarionais | 14               | 988 (2022)                        | 71                 |
| Saint-Léger-en-Yvelines      | 78562      | Léodégariens      | 34,52            | 1 462 (2022)                      | 42                 |
| Saint-Martin-de-Bréthencourt | 78564      | Saint-Martinois   | 16,67            | 688 (2022)                        | 41                 |
| Sainte-Mesme                 | 78569      | Saint-Mesmins     | 8,16             | 910 (2022)                        | 112                |
| Sonchamp                     | 78601      | Sonchampois       | 46,49            | 1 664 (2022)                      | 36                 |
| Vieille-Église-en-Yvelines   | 78655      | Abattiens         | 9,6              | 618 (2022)                        | 64                 |

### Démographie
| 1968   | 1975   | 1982   | 1990   | 1999   | 2010   | 2015   | 2021   |
| ------ | ------ | ------ | ------ | ------ | ------ | ------ | ------ |
| 34 360 | 45 609 | 57 037 | 67 692 | 72 203 | 77 872 | 77 701 | 79 180 |

## Organisation

### Siège
Rambouillet Territoires a son siège à Rambouillet, 22 rue Gustave Eiffel.

### Élus
La communauté d'agglomération est administrée par son conseil communautaire, composé pour la mandature 2020-2026, de 67 membres représentant chacune des communes membres, et répartis sensiblement en proportion de leur population de la manière suivante : 

- 18 délégués pour Rambouillet ; 

- 5 délégués pour Les Essarts-le-Roi et Le Perray-en-Yvelines ;

- 4 délégués pour Saint-Arnoult-en-Yvelines ;

- 2 délégués pour Ablis, Auffargis et Bullion ;

- 1 délégué ou son suppléant pour les 29 autres communes.
Au terme des élections municipales de 2020 dans les Yvelines, le conseil communautaire renouvelé a élu son nouveau président, Thomas Gourlan, 3e maire-adjoint de Rambouillet, ainsi que ses 14 vice-présidents, qui sont : 
1. Anne Cabrit, maire d'Orsonville, déléguée « Développement durable et économie locale » ;
2. Jean-Pierre Zannier, maire de Raizeux, délégué « Entretien du patrimoine bâti intercommunal » ;
3. Serge Quérard, maire de La Celle-les-Bordes, délégué « Aménagement du territoire, habitat et urbanisme » ;
4. Thierry Convert, maire de Poigny-la-Forêt, délégué « Eau et assainissement collectif » ;
5. Janny Demichelis, maire d'Orphin, déléguée « Culture et animations intercommunales » ;
6. Véronique Matillon, maire de Rambouillet, déléguée « Action sociale et santé » ;
7. Daniel Bonte, maire d'Auffargis, délégué « Mobilité et voirie intercommunale » ;
8. Benoît Petitprez, maire-adjoint de Rambouillet, délégué « GEMAPI et collecte, traitement et valorisation des ordures ménagères » ;
9. Emmanuel Salignat, maire de Gazeran, délégué « Aires de stationnement intercommunales » ;
10. Sylvain Lambert, maire de Rochefort-en-Yvelines, délégué « Finances et budget » ;
11. Ismaël Nehlil, maire des Essarts-le-Roi, délégué « Mutualisation et expertise intercommunale » ;
12. Geoffroy Bax de Keating, maire du Perray-en-Yvelines, délégué « Politique sportive et de loisirs intercommunale »
13. Jean-François Siret, maire d'Ablis, délégué « Politique de la ville » ;
14. Sylvain Guignard, maire de Saint-Arnoult-en-Yvelines, délégué « Service public d’assainissement non collectif ».

Le bureau communautaire pour la mandature 2020-2026 est constituée du président, des 14 vice-présidents et de 23 autres membres, tous maires d'une des communes membres.

### Liste des présidents
| Période                                  | Période                       | Identité              | Étiquette | Qualité                                                                                             |
| ---------------------------------------- | ----------------------------- | --------------------- | --------- | --------------------------------------------------------------------------------------------------- |
| Les données manquantes sont à compléter. |                               |                       |           | |
| décembre 2003                            | octobre 2009                  | Bernard Bataille      | SE        | Maire de Gazeran Décédé en fonction                                                                 |
| décembre 2009                            | décembre 2016                 | Jean-Frédéric Poisson | PCD       | Chef d'entreprise Maire de Rambouillet (2004 → 2007) Député des Yvelines (10e circ.) Démissionnaire |
| janvier 2017                             | juillet 2020                  | Marc Robert           | LR        | Consultant en assurances Maire de Rambouillet (2014 → 2020)                                         |
| juillet 2020,                            | En cours (au 17 janvier 2021) | Thomas Gourlan        | LR        | Commandant de bord A 320 Air France Adjoint au Maire de Rambouillet                                 |

### Compétences
L'intercommunalité créée en 2017 exerce les compétences qui lui ont été transférées par les communes membres, dans les conditions fixées par le code général des collectivités territoriales. Dans ce cadre, Rambouillet Territoire : 
- « agit pour le développement économique du territoire en créant des rencontres avec les acteurs du tissu économique local et en requalifiant les zones d’activités communautaires
- soutient les communes pour le développement des activités commerciales
- engage des actions en faveur de l’environnement et du développement durable au travers de son Plan Climat-Air-Énergie Territorial (PCAET) et de son Agenda 21
- intervient pour l’aménagement de l’espace communautaire
- se charge de l’instruction d’actes relatifs au droit des sols pour les communes qui le souhaitent
- élabore un Programme Local de l'Habitat Intercommunal (PLHI)
- gère les aires d’accueil permanentes des gens du voyage (Les Essarts-le-Roi, Rambouillet et Saint-Arnoult-en-Yvelines) par Délégation de Service Public et les aires de grand passage
- installe et entretient les terrains multisports et aires de jeux communautaires
- instruit les demandes d’installation d’assainissement non collectif
- réalise le contrôle des installations d’assainissement non collectif et des travaux qui en découlent
- gère les services d’eau potable et d’assainissement collectif avec les communes concernées
- gère des structures culturelles avec les 2 établissements du conservatoire Gabriel Fauré (Rambouillet et Saint-Arnoult-en-Yvelines)
- aide au maintien à domicile des personnes âgées et/ou en situation de handicap grâce à son Centre Intercommunal d’Action Sociale (CIAS)
- œuvre dans le domaine de la petite enfance avec un réseau de micro-crèches (gestion par Délégation de Service Public) et un Relais Intercommunal d’Assistants Maternels grâce à son CIAS
- réalise un diagnostic local de santé
- participe à l’organisation du transport public
- gère les voiries communautaires
- organise la GEstion des Milieux Aquatiques et la Prévention des Inondations (GEMAPI)
- collecte les déchets des ménages et les déchets assimilés par le biais du SIEED et du SICTOM de la région de Rambouillet
- subventionne l’installation de récupérateurs d’eau de pluie et les travaux d’amélioration de l’habitat
- gère le parking communautaire à la gare SNCF de Gazeran
- gère des structures sportives avec les 2 piscines (Les Essarts-le-Roi et Rambouillet), une base de loisirs (Les Étangs de Hollande, aux Bréviaires), un centre omnisports (Le Perray-en-Yvelines), un gymnase (Les Essarts-le-Roi)
- assure la promotion du territoire au travers de l’Office de Tourisme Rambouillet Territoires avec 2 bureaux, l’un à Rambouillet et l’autre à Saint-Arnoult-en-Yvelines »

### Régime fiscal et budget
La communauté d'agglomération est un établissement public de coopération intercommunale à fiscalité propre.
Afin de financer l'exercice de ses compétences, l'intercommunalité perçoit, comme toutes les communatés d'agglomération, la fiscalité professionnelle unique (FPU) – qui a succédé à la taxe professionnelle unique (TPU) – et assure une péréquation de ressources.
Elle ne reverse pas de dotation de solidarité communautaire (DSC) à ses communes membres.

## Projets et réalisations
Rénovation et agrandissement de la Piscine des Fontaines sur la commune de Rambouillet